# Feigla Vera Luftig
Feigla Vera Luftig (Chrzanów, 1909 - Brussel·les, 24 de juny de 1959) coneguda simplement com a Vera o també com a Vera Akkerman, fou una dona jueva, polonesa de naixement i belga d'adopció. Militant de la Kultur Farein, associació jueva d'ideologia comunista, durant la Guerra Civil Espanyola va servir la Segona República integrada en el grup d'infermeres voluntàries conegudes com Les mamàs belgues. De tornada al seu país, fou agent secret de la xarxa soviètica d'espionatge Die Rote Kapelle (Orquestra Roja) que lluità contra l'ocupació nazi de Bèlgica durant la Segona Guerra Mundial.

## Biografia
Nascuda a Polònia, fou la filla petita de Moses Luftig i Bleina Taub, una família d'origen jueu que arribà a Anvers el desembre de 1927 fugint de la crisi econòmica i dels nombrosos pogroms que s'havien generat després de la Primera Guerra Mundial. Tenia quatre germanes més grans: Miriam, Ella, Rachela i Golda i dos germans. El contacte amb l'entorn flamenc i la vida cosmopolita d'Anvers obriren nous horitzons a les noies i s'afiliaren a l'associació jueva Kultur Farein, d'inspiració marxista. Atretes per l'ideari del partit comunista belga, abandonaren la religió i les tradicions judaiques; Feigla fins i tot canvià el seu nom original pel de Vera. L'any 1934 es casà amb el líder sindicalista Emiel Akkerman.
El 1936, amb l'esclat de la Guerra Civil Espanyola, la joventut de la Kultur Farein, que rebutjava el feixisme i l'antisemitisme imperants a Europa, se sentí molt unida a la causa republicana. El seu marit s'allistà voluntari a les Brigades internacionals. Arribà a Espanya a finals d'octubre i després d'una setmana d'entrenament a Albacete, fou enviat al front, on morí en combat a la Casa de Campo (Madrid) el 14 de novembre. El seu cunyat, Piet Akkerman, també dirigent obrer, comissari polític i secretari del Socors Roig, s'enrolà al batalló francobelga d'André Marty i morí el primer de gener de 1937 al front d'Arganda.
Davant d'aquella trista situació, les tres germanes Luftig decidiren unir-se a la lluita contra el feixisme i l'abril de 1937 s'integraren al contingent d'infermeres voluntàries, gairebé totes jueves comunistes, destinades a l'hospital d'Ontinyent, gestionat per la Internacional Obrera i Socialista, la Federació Sindical Internacional i promocionat pel polític Dr.Albert Marteaux, diputat i membre dels Serveis Públics de Benestar de Bèlgica, juntament amb el cirurgià Fernand Neumann i un altre metge, René Dumont. Aquell hospital, anomenat El Belga, fou un dels més ben equipats d'Espanya, amb calefacció, cambres frigorífiques, laboratoris, sales d'operacions, una de radiologia i moderns equips d'anestèsia, departaments ortopèdics, un equip innovador de cirurgia plàstica i un crematori on s'incineraven els membres amputats i les deixalles de l'hospital.
Les infermeres voluntàries, ràpidament instruïdes pel personal sanitari professional, iniciaren llur tasca el 2 de maig de 1937 i segons informà el diari belga Vooruit del 15 de maig, en aquella data, l'hospital ja havia atès més de 2000 ferits. També fou molt important la tasca psicològica i solidària que portaren a terme fent de l'hospital un centre sociocultural, amb una coral, cursos d'alfabetització, tallers, vetllades teatrals i l'edició del petit diari La voz del herido. Per aquest motiu es guanyaren la simpatia i l'afecte dels ferits i de la població, que les conegué amb l'afectuós apel·latiu de Les mamàs belgues.
A finals de gener de 1939, El Belga havia atès 7000 ferits, s'havien realitzat 2700 intervencions quirúrgiques, i encara hi quedaven 473 internats.
Després de la caiguda de Barcelona, el Govern emprengué el camí de l'exili. Les Corts Republicanes es reuniren per última vegada al Castell de Figueres, on el president Negrín feu un intent desesperat de negociar amb Franco la pau i la rendició. Res d'això fou possible i s'inicià l'èxode massiu dels vençuts. Les infermeres foren conscients que si queien en mans de l'Exèrcit Nacional, serien ultratjades i afusellades. Vera, Rachela i Golda Luftig i la nena que aquesta última havia tingut el 1938 amb el seu company Smulz Berliner, anomenada Madrid (o Madrich) pogueren arribar a l'aeròdrom de Chiva i des d'allà foren evacuades a Orà (Algèria)
De retorn a Bèlgica, Rachela i Vera Luftig s'instal·laren a Brussel·les. Golda Luftig i la seva filla tornaren amb els pares a Anvers. Vera tenia bona presència física i treballà com a model de pintors. En aquells ambients artístics, ja iniciada la Segona Guerra Mundial, conegué Leopold Trepper, director del Servei d'Intel·ligència Soviètic i s'uní a la resistència antinazi. Fou membre actiu de Die Rote Kapelle (L'Orquestra Roja), grup d'espionatge i sabotatge. El seu nom en clau era La Negra. Esdevingué agent especialista en codis i claus secretes i la seva missió era teclejar missatges codificats. En l'argot de l'espionatge, Vera Luftig era la pianista que polsava les tecles de l'equip emissor (la caixa de música). El grup aconseguí esbrinar valuoses informacions sobre els objectius de la Wehrmacht, que varen contribuiïr a la victòria soviètica en la batalla de Stalingrad. També Rachela Luftig formà part de la xarxa de partisans jueus de la Mobiel Corps. Detinguda per la Gestapo fou internada al camp de Ravensbrück. Vera Luftig aconseguí fugir a França i actuà d'enllaç entre dos agents soviètics: el jueu-alemany Henri Robinson (Harry) i la russa Anna Maximovitch. La xarxa fou desarticulada, però Luftig novament pogué fugir i va viure amagada entre Royat i Ayat-sur-Siule fins al final de la guerra.
Els pares, la germana Golda, amb el seu marit i la filla Madrid, i la germana Miriam i el seu marit Nathan Nussan Namenwirth, havien estat detinguts en una ratzia i deportats a Auschwitz-Birkenau, on van ser exterminats a les cambres de gas el 1942 Només Smulz Berliner, el marit de Golda Luftig, va sobreviure.
Vera, durant anys fou vigilada pels Serveis Secrets Belgues, ja que sospitaven que seguia en contacte amb l'espionatge soviètic, però mai aconseguiren provar res.
L'any 1951 per mediació del René Dumont, vell conegut de la guerra d'Espanya, entrà a treballar al Saint-Pieters-Hospital de Brussel.les, on morí el 1959 víctima d'un càncer.

## Memòria històrica
L'historiador belga Rudi Van Doorslaer fou el primer que realitzà el 1980 un estudi sobre els brigadistes belgues a la Guerra d'Espanya. En la seva tesi doctoral del 1991 anà més enllà i documentà el gran nombre de jueus que hi havien participat: més de dos-cents homes, i vint-i-set dones.
El periodista belga Sven Tuytens, corresponsal a Espanya de la Radio i Televisió Belga, rebé de mans de Rudi Van Doorslaer una fotografia feta el dia 1 de maig de 1936, on es veia un grup d'onze noies davant de l'Hotel Colón de Barcelona amb una gran pancarta del PSUC; eren les infermeres jueves que anaven destinades a l'hospital d'Ontinyent. Tuytens pensà que tenia un material important per investigar i s'hi va desplaçar. Visità els llocs i aconseguí trobar Maria Rosario Llin Belda, coneguda com Rosariet, la peque, una infermera que l'any 1937 només tenia quinze anys i recordava tots els noms i els fets. Amb el seu testimoni i tota la informació recollida, pogué reconstruir la vida de les onze voluntàries, rodar un documental i escriure un llibre en neerlandès, que fou traduït al castellà amb el títol de Las mamás belgas.